# 239

## Nașteri
- dată necunoscută: Grigore Luminătorul  (d. 329)